# سوخوي تي-3
سوخوي تي-3 (بالإنجليزية: Sukhoi T-3)‏ هي طائرة عسكرية من صناعة سوخوي. كان أول طيران لها في 26 مايو 1956.